# Testudinoidea
Testudinoidea é uma superfamília de tartarugas pertencentes à subordem taxonômica Cryptodira dos Testudines. Este grupo inclui seis famílias de tartarugas, algumas das quais estão presentemente extintas, restando apenas alguns dos seus restos fossilizados. Esta subordem compreende as famílias Emydidae, Geoemydiae, Platysternidae e os Testudinidae.
Esta superfamília inclui as seguintes famílias de tartarugas:
- Emydidae
- Geoemydidae
- Testudinidae
- Platysternidae

Famílias extintas:
- Haichemydidae †
- Lindholmemydidae †
- Sinochelyidae †